# 기타쿠마모토역
기타쿠마모토역(일본어: 北熊本駅)은 구마모토현 구마모토시 기타구 무로조노마치에 있는 구마모토 전기 철도의 역이다.
구마모토 전철의 본거지. 차량 기지가 있는 관계로 이 역에서 승무원이 교체한다.
또, 후지사키구마에 발 미요시 행의 일부는 당역에서 차량 교환을 실시하는 것이 있다.
관계자가 배치되어 있지만, 승차권의 취급은 정기권과 회수권만으로, 보통 승차권의 발매는 실시하지 않는다.

## 역 구조
단식 1면 1선과 섬식 1면 2선(합계 2면 3선)의 홈을 가지는 지상역.
구마모토 전철 중 유일하게 야간 주박이 있는 역이다.

### 승강장
| 1 | ■후지사키구마에 방면 | 후지사키 선(기쿠치 선 직통) |
| 2 | ■미요시 방면         | 기쿠치 선(후지사키 선 직통) |
| 3 | ■가미쿠마모토 방면   | 기쿠치 선(본역 되돌아 옴)   |

## 역 주변

### 도로
- 국도 3호

### 교육・공공기관
- 구마모토 시립 시미즈 소학교
- 시미즈 탁아소
- 구마모토 무로소노 우체국
- 히고 은행 시미즈 지점
- 구마모토 패밀리 은행 시미즈 지점
- 쓰보이가와 유수 공원

### 상업 시설
- 맥도날드 기타쿠마모토 점
- A-프라이스 기타쿠마모토 점
- 아이미프라자

베스트 전기 B・B 기타쿠마모토 점
과자의 향매 기타쿠마모토 점
GEO 기타쿠마모토 점
철판 주방
- TKU 거주지 랜드(주택 전시장)
- 세컨드 스트리트 시미즈 우회도로점
- 디스카운트 스토어-트라이얼 시미즈점
- 홈 파크

## 이용 가능한 버스 노선
- 전철 버스(북쪽 1・북쪽 2・북쪽 3・북쪽 5・북쪽 6・북쪽 8・현 33・현 34 계통)

## 역사
- 1949년 4월 1일-후지사키 선의 후지사키구마에~가메이간의 구 선(무로조노 역 경유)에서의 노선 변경에 의해 수반해, 동 역도 개업.
- 1964년 - 구내에 차량 기지가 이전.

## 근처의 역
| 구마모토 전기 철도 기쿠치 선 · 후지사키 선 | 구마모토 전기 철도 기쿠치 선 · 후지사키 선 | 구마모토 전기 철도 기쿠치 선 · 후지사키 선 |
| ------------------------------------------ | ------------------------------------------ | ------------------------------------------ |
| KD 07 구로카미마치 가미쿠마모토 방면       | ■ 후지사키 선 · 기쿠치 선 직통             | 가메이 KD 10 미요시 방면                   |
| KD 05 쓰보이가와코엔 가미쿠마모토 방면     | ■ 가미쿠마모토 구간 노선                   | 시·종착역                                  |